# سميرة فاضلي
سميرة فاضلي محامية أمريكية وخبيرة في تمويل تنمية المجتمع ونائبة مدير المجلس الاقتصادي الوطني في إدارة بايدن. وقبل ذلك، كانت مديرة المشاركة في بنك الاحتياطي الفيدرالي في أتلانتا.

## النشأة
سميرة فاضلي هي ابنة محمد يوسف فاضلي ورفيقة فاضلي، وكلاهما طبيبان هاجرا إلى الولايات المتحدة من كشمير. تخرجت فاضلي من مدرسة نيكولز في عام 1996، وبعدئذٍ حصلت على درجة البكالوريوس في العلوم الاجتماعية من كلية هارفارد، وتخرجت بامتياز. وحصلت على دكتوراه في القانون من كلية الحقوق بجامعة ييل.

## المهنة

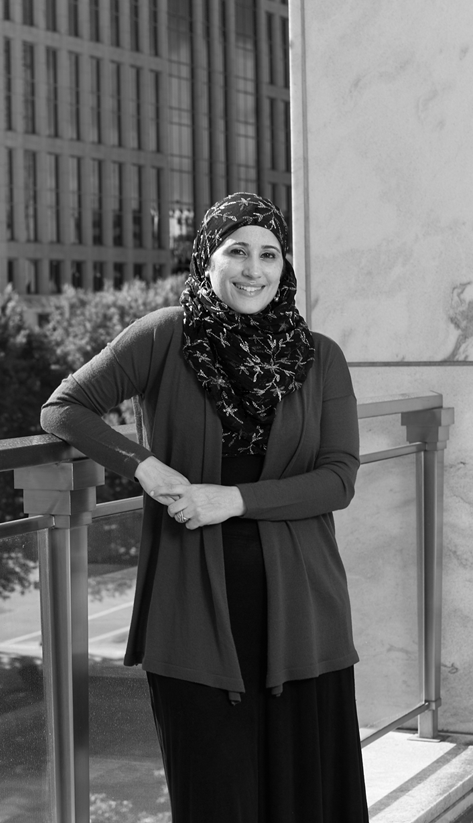
صورة لسميرة فاضلي

أول أعمال سميرة فاضلي محاضرة إكلينيكية [مبهم] في وحدة التنمية الاقتصادية والاجتماعية في كلية الحقوق بجامعة ييل. قامت بتوسيع العمل الإكلينيكي [مبهم] ليشمل التمويل الأصغر الدولي وساعدت في إنشاء بنك المؤسسة المالية لتنمية المجتمع (CDFI). عملت أيضًا في بنك CDFI يسمى ShoreBank ، ويقال إنه أول بنك من نوعه في الولايات المتحدة.
في وقت لاحق عملت سميرة في وزارة الخزانة الأمريكية في القضايا المتعلقة بمؤسسات التمويل الجماعي وتمويل الإسكان وتمويل الأعمال الصغيرة. كانت أيضًا مستشارة أولى ورئيسة موظفي وكيل وزارة الخزانة للشؤون الدولية.
انضمت إلى إدارة أوباما بصفتها مستشارة أولى للسياسات في المجلس الاقتصادي الوطني، حيث غطت قضايا التقاعد، وتمويل المستهلك، وقضايا التنمية المجتمعية والاقتصادية. بعد ذلك، عملت في بنك الاحتياطي الفيدرالي في أتلانتا كمديرة المشاركة في إدارة التنمية المجتمعية والاقتصادية.
بموجب منصبها نائبةً لمدير المجلس الاقتصادي الوطني في إدارة بايدن، ستركز سميرة على التصنيع والابتكار والمنافسة المحلية.

## حقوق الإنسان
قبل كلية الحقوق، عملت فاضلي في الكرامة : محاميات مسلمات من أجل حقوق الإنسان. تشمل خبرتها في مجال حقوق الإنسان العمل في منظمة الصحة العالمية والمفوضية السامية للأمم المتحدة لشؤون اللاجئين، في مهمات في فلسطين وكشمير وباكستان. ناشطة في مجال الحرية الدينية وحقوق الإنسان الدولية. أيدت فاضلي حركة «الوقوف مع كشمير»، وهي حركة تضامن دولية يقودها الشتات للكشميريين، وعارضت إلغاء الحكومة الهندية الوضع الخاص لجامو وكشمير.

## الحياة الشخصية
سميرة متزوجة ولها ثلاثة أولاد. وتسكن في أتلانتا، جورجيا  ولها عشيرة في كشمير. أدلت شقيقتها يسرا فاضلي، محامية حقوق الإنسان، بشهادتها في جلسة استماع بالكونجرس الأمريكي في نوفمبر 2019 بشأن إلغاء الوضع الخاص لجامو وكشمير.

## روابط خارجية
- سميرة فاضيلي: وجوه من بنك الاحتياطي الفيدرالي بأتلانتا ، بنك الاحتياطي الفيدرالي في أتلانتا ، 17 أغسطس 2017.
- Fazili مرات الظهور على سي-سبان